# Glaphyromorphus darwiniensis
Glaphyromorphus darwiniensis — вид сцинкоподібних ящірок родини сцинкових (Scincidae). Ендемік Австралії.

## Поширення і екологія
Glaphyromorphus darwiniensis широко поширені на півночі Північної Території, а також спостерігалися на півночі Західної Австралії. Вони живуть в сезонно сухих тропічних лісах і вологих мусонних лісах, серед опалого листя і повалених дерев.